# Srinivasa Ramanujan
Srinivasa  Ramanujan Aiyangar (wym. [sriːniʋaːsa ɾaːmaːnud͡ʑan ajːaŋgar]; ur. 22 grudnia 1887 w Erode koło Madrasu, zm. 26 kwietnia 1920 w Kumbakonam) – indyjski matematyk. Ramanujan nie miał pełnego wykształcenia matematycznego, był genialnym samoukiem. Mawiał, że bogini Namagiri zsyła mu natchnienie, wzory i wyniki w snach.
W 1976 r. w Trinity College znaleziono pudełko ze 130-stronicowym zbiorem kartek, zwanym potem Zaginionym notatnikiem. Jego spuścizna matematyczna to ok. 4000 wzorów. Niektórych z jego liczbowych zależności, będących najczęściej zaczątkiem nowych teorii, nikt dotąd nie jest w stanie udowodnić.
Jego funkcje modularne, a zwłaszcza tzw. funkcja Ramanujana, są wykorzystywane m.in. w teorii superstrun.

## Życiorys
Pochodził z biednej rodziny z kasty braminów. Jego ojciec pracował jako urzędnik w biurze handlarza tekstyliami.
Już około 10 roku życia zasłynął w wiosce z powodu niespotykanych umiejętności rachunkowych, między innymi samodzielnie ustalił tożsamość Eulera. Pierwszy kontakt z zachodnią matematyką miał poprzez lekturę książki George’a S. Carra „Synopsis of elementary results in pure mathematics”, z której zaczął udowadniać twierdzenia. W 1904 zdobył stypendium szkoły Government Arts College for Men w Kumbakonam, jednak stracił je wkrótce z powodu braku zainteresowania przedmiotami niezwiązanymi z matematyką. W sierpniu 1905 uciekł z domu i rozpoczął naukę w Pachaiyappa College w Madrasie, jednak tam również nie był w stanie zdać egzaminów z przedmiotów dodatkowych, mimo dwukrotnych prób w latach 1906 i 1907. Nie ukończywszy szkoły zajmował się samodzielnymi badaniami matematycznymi, żyjąc w skrajnej nędzy. 14 lipca 1909 został ożeniony z dziesięcioletnią dziewczynką o imieniu Janakiammal, z którą zamieszkał dopiero w 1912, gdy jako trzynastolatka została uznana za dojrzałą. Wkrótce po ślubie zachorował na wodniaka jądra. Jego rodzina nie miała pieniędzy na operację, jednak w styczniu 1910 została ona wykonana przez lokalnego lekarza za darmo. Ciężko chory, prawdopodobnie wskutek powikłań po tej operacji, Ramanujan przekazał przyjaciołom notesy z wynikami swoich badań matematycznych, by w razie jego śmierci mogli przekazać te prace znanym indyjskim matematykom.
Gdy wyzdrowiał, z pomocą przyjaciół w marcu 1912 zdobył posadę kancelisty w Port Trust w Madrasie z niskim wynagrodzeniem, w wysokości 30 rupii miesięcznie. Obliczenia związane z pracą wykonywał bardzo szybko, dzięki czemu miał czas na dalsze rozwijanie swoich zainteresowań matematyką. Nawiązywał kontakty i współpracował wówczas z członkami świeżo powstałego Indyjskiego Towarzystwa Matematycznego oraz profesorami Uniwersytetu w Madrasie. Za ich namową wysłał listy ze 120 twierdzeniami do trzech znanych brytyjskich matematyków, z których dwóch zignorowało tę korespondencję, zaś trzeci, Godfrey H. Hardy, po konsultacjach z Johnem Littlewoodem, zaprosił młodego geniusza do Anglii. Ramanujan początkowo odmówił, jednak w 1914, zostawiwszy żonę z rodziną w Indiach, wyjechał do Cambridge.
Przez trzy lata współpracował z Hardym w Trinity College. Potem zachorował, między innymi z powodu diety wegetariańskiej (do której utrzymania nie miał w ówczesnej Anglii odpowiednich warunków) oraz zimna w mieszkaniu, co było powodem częstych pobytów w sanatoriach. Rozpoznano u niego gruźlicę, a ponieważ leczenie nie przynosiło rezultatów, w 1919 (po I wojnie światowej) powrócił do Indii, gdzie zmarł rok później, w wieku zaledwie 33 lat. Na podstawie informacji o przebiegu choroby D.A.B. Young w 1994 roku stwierdził, że bardziej prawdopodobną przyczyną śmierci była raczej ameboza i przebyta w jej wyniku dyzenteria.

## Liczba 1729 Hardy’ego-Ramanujana
Według anegdoty opowiadanej przez Hardy’ego, odwiedził on chorującego Ramanujana w szpitalu, przyjeżdżając tam taksówką o numerze 1729.
W rozmowie zażartował, że raczej nie jest to liczba mająca jakieś interesujące własności. Ramanujan odpowiedział, że wręcz przeciwnie, gdyż jest to najmniejsza liczba, jaką można wyrazić na dwa różne sposoby za pomocą sumy dwóch sześcianów.
{\displaystyle 1729=1^{3}+12^{3}=9^{3}+10^{3}.}
Generalizacja tego pomysłu doprowadziła do powstania idei liczb taksówkowych, tzn. nieskończonego ciągu najmniejszych liczb naturalnych, które można na n różnych sposobów zapisać jako sumę dwóch sześcianów. Największą obecnie znaną liczbą taksówkową jest Ta(12), tzn. najmniejsza liczba naturalna, którą można wyrazić jako sumę dwóch sześcianów na 12 różnych sposobów.

## Upamiętnienie

### Filmy
- Człowiek, który poznał nieskończoność (ang. The Man Who Knew Infinity) - biograficzny film fabularny w reżyserii Matta Browna z 2015 roku. W rolach głównych Dev Patel jako Srinivasa Ramanujan oraz Jeremy Irons jako G.H. Hardy.